# The Jordanaires
The Jordanaires was van 1948 tot 2013 een Amerikaanse zanggroep. In de eerste jaren brachten ze gospelmuziek uit en van 1956 tot 1972 waren ze de begeleidingsband van Elvis Presley. Ook begeleidden ze een aantal andere artiesten, vooral in de countrymuziek.

## Biografie
De groep debuteerde in 1949 op de countryshow Grand Ole Opry. Aan het begin van de jaren vijftig wisselde de bezetting verschillende malen. Vanaf 1954 leverde de groep de achtergrondstemmen voor verschillende bekende artiesten, zoals Jimmy Wakely, Red Foley en Elton Britt. Ook hadden ze toen nog een optreden in de televisieshow van Eddy Arnold.
De doorbraak kwam echter toen ze de achtergrondstemmen leverden voor Elvis Presley. Ook na zijn doorbraak bleven ze bij hem, zowel muzikaal als in zijn films. Zij begeleidden hem tot het begin van de jaren zeventig.
Groepslid Neal Matthews leverde daarnaast de arrangementen voor hits van verschillende artiesten, zoals voor de grote hit Four walls (1957) van Jim Reeves. Ook maakten ze jingles voor reclamespots.
Daarnaast bleven ze de achtergrondstemmen leveren voor andere bekende artiesten. In 1975 bracht de Nederlandse zanger Jack Jersey nog twee elpees met ze uit: I wonder en Honky tonk man voor respectievelijk de Europese en Amerikaanse markt. Eddy Ouwens nam onder pseudoniem Danny Mirror met The Jordanaires de elpee 50 x The King - Elvis Presley's greatest songs (1981) op.
Ze werden meermaals onderscheiden, onder meer met de opname in de Vocal Group Hall of Fame, Gospel Music Hall of Fame, Country Music Hall of Fame en Rockabilly Hall of Fame.
- Bibliothèque nationale de France: cb13904305n (data)
- Gemeinsame Normdatei: 5322751-7
- International Standard Name Identifier: 0000 0001 2248 2571
- Library of Congress Control Number: n88613897
- MusicBrainz: 42b93918-afa2-4f77-b231-b1244606900d
- Nationale Bibliotheek van Israël: 987007506110605171
- Système universitaire de documentation: 170947432
- Virtual International Authority File: 126812783